# Ульяновка (Вологодская область)
Улья́новка — деревня в Грязовецком районе Вологодской области России.
Входит в состав Перцевского муниципального образования, с точки зрения административно-территориального деления — в Перцевский сельсовет.
Расстояние по автодороге до районного центра Грязовца — 19 км, до центра муниципального образования Слободы — 9 км.
По переписи 2002 года население — 7 человек.